# Bernd Funck
Bernd Funck (* 2. Januar 1945 in der Provinz Posen; † 15. November 1996  in Berlin) war ein deutscher Althistoriker.
Bernd Funck wurde als Sohn eines Rittergutsbesitzers in der Provinz Posen geboren. Nach dem Zweiten Weltkrieg verschlug es die Familie nach Eberswalde, wo Funck als überzeugter Protestant nur an der Abendschule sein Abitur machen konnte. Auf den Rat seines Onkels hin, des Assyriologen Eckhard Unger, studierte er seit 1965 in Moskau und Leningrad Altorientalistik und Alte Geschichte. Seine Diplomarbeit aus dem Jahr 1970 beschäftigte sich mit Seleukos Nikator. Seine Aspirantur verbrachte er bis 1974 in Leningrad. 1974 wurde er schließlich Wissenschaftlicher Mitarbeiter am Zentralinstitut für Alte Geschichte und Archäologie an der Akademie der Wissenschaften der DDR. Die Promotion erfolgte 1975 in Leningrad, Titel der Dissertation war Uruk zur Seleukidenzeit. Somit bestanden schon frühzeitig seit den 1960er und vor allem seit den 1970er Jahren Kontakte zur Universität in Leningrad und der Akademie der Wissenschaften der UdSSR. Funcks Arbeiten in der DDR beschäftigten sich vor allem mit der Geschichte des Hellenismus. Er arbeitete an mehreren Sammelwerken des Zentralinstituts mit, besonders nennenswert ist sein Beitrag Barbaros im von Liselotte Welskopf-Henrich 1981 heraus gegebenen Werk Griechische Typenbegriffe.
Nach der Wende wechselte Funck 1990 an die Freie Universität Berlin. 1992 richtete er die Forschungsgruppe Hellenismus ein. 1994 wählte ihn die Geisteswissenschaftliche Akademie zu St. Petersburg zum ordentlichen Mitglied. Durch die Regelanfrage der Freien Universität bei der Stasi-Unterlagenbehörde wurde er 1994 der jahrelangen, umfangreichen inoffiziellen Mitarbeit mit der Staatssicherheit der DDR überführt. Daraufhin kündigte er sein Arbeitsrechtsverhältnis, um der fristlosen Entlassung durch die FU zuvorzukommen. Nach eigenen Angaben wurde er zur Mitarbeit erpresst. Er setzte seine wissenschaftlichen Arbeiten anschließend fort und organisierte im März 1994 einen internationalen Kongress in Berlin, dessen Ergebnisse 1996 im Tagungsband Hellenismus. Beiträge zur Erforschung von Akkulturation und politischer Ordnung in den Staaten des hellenistischen Zeitalters veröffentlicht wurden. Funck erlebte die Veröffentlichung nicht mehr, da er zuvor überraschend im Alter von 51 Jahren verstorben war. Sein Habilitationsprojekt zu den griechisch-persischen Beziehungen in der archaischen Zeit blieb ebenso unvollendet, wie die Herausgabe des Briefwechsels zwischen Michael Rostovtzeff und Eduard Meyer.
Funck profitierte bei seiner Arbeit von seinen guten Sprachkenntnisse. So beherrschte er das Russische sehr gut, war etwa als Übersetzer ins Russische und aus dem Russischen von Bedeutung, da er viele Werke übertrug. Besonders fruchtbar waren die Kontakte in die Sowjetunion bei der Zusammenarbeit und Veröffentlichung des „Corpus inscriptionum regni Bosporani“. Dabei fungierte Funck für die sowjetischen Forscher als Mittler zwischen der sowjetischen und deutschen sowie auch der westlichen Forschung. Das äußerte sich auch zunehmend in seit den 1980er Jahren vermehrt bestehenden Kontakten nach Westdeutschland. Er verfasste eine große Zahl von Beiträgen zur Geschichte der Griechen im Schwarzmeergebiet, zum hellenistischen Orient und zur Sozialgeschichte des späten Babyloniens. Auch hier kamen ihm seine guten Sprachkenntnisse in Hinsicht auf die Keilschriftsprachen zugute. Nach der Wende entwickelten sich auch gute Beziehungen nach Griechenland, 1995 wurde Funck Zweiter Vorsitzender der Deutsch-Griechischen Gesellschaft Berlin.
Neben der beruflichen Forschungen zur Antike und dem Alten Orient beschäftigte sich Funck auch mit der mecklenburgischen Regionalgeschichte und der Genealogie. Seit 1967 war er Mitglied im Herold.

## Schriften
- Uruk zur Seleukidenzeit. Eine Untersuchung zu den spätbabylonischen Pfründentexten als Quelle für die Erforschung der sozialökonomischen Entwicklung der hellenistischen Stadt, Akademie, Berlin 1984 (Schriften zur Geschichte und Kultur des Alten Orients, 16)
- Hellenismus. Beiträge zur Erforschung von Akkulturation und politischer Ordnung in den Staaten des hellenistischen Zeitalters. Akten des Internationalen Hellenismus-Kolloquiums, 9. – 14. März 1994 in Berlin (Hrsg.), Mohr, Tübingen 1996, ISBN 3-16-146526-1